# Енн-Марі Падурару
Енн-Марі Падурару (англ. Anne-Marie "Ana" Padurariu, нар. 1 серпня 2002, Галіфакс, Нова Шотландія) — канадська гімнастка. Призерка чемпіонату світу на колоді.

## Біографія
Незважаючи на те, що Літні Олімпійські ігри 2020 у Токіо через пандемію коронавірусу перенесено на 2021 рік, вирішила розпочати учбовий 2020-2021 рік в Університеті Каліфорнії у Лос-Анджелесі на повній стипендії з гімнастики та приєднатися до університетської команди "UCLA Bruins", в якій продовжить підготовку до Літніх Олімпійських ігор 2020 (2021). Планує вивчати біомедичну інженерію.

## Спортивна кар'єра
Спортивною гімнастикою займається з чотирьох років.

#### 2018
В Досі, Катар, на дебютному чемпіонаті світу в команді посіла четверте місце та повторила найкращий результат канадських гімнасток на чемпіонатах світу, виборовши срібну нагороду на колоді.

#### 2019
З Панамериканських ігор в Лімі змушена була знятися через травму.
На чемпіонаті світу 2019 року у командному фіналі разом з Бруклін Мурс, Шелон Олсен, Вікторією Ву та Елісса Дауні посіли сьоме місце, що дозволило здобули командну олімпійську ліцензію на Літні Олімпійські ігри 2020 у Токіо, Японія. В фіналі на колоді була восьмою.

## Результати на турнірах
| Рік  | Змагання                  | КБ | ІБ | Опорний стрибок | Різновисокі бруси | Колода | Вільні вправи |
| ---- | ------------------------- | -- | -- | --------------- | ----------------- | ------ | ------------- |
| 2018 | Панамериканські чемпіонат | 4  |    |                 |                   | 4      |               |
| 2018 | Чемпіонат світу           | 4  |    |                 |                   | 2      |               |
| 2019 | Чемпіонат світу           | 7  |    |                 |                   | 8      |               |